# Lijst van voetbalinterlands Panama - Verenigde Staten
.Deze lijst van voetbalinterlands is een overzicht van alle officiële voetbalwedstrijden tussen de nationale teams van Panama en de Verenigde Staten. De landen speelden tot op heden 28 keer tegen elkaar. De eerste ontmoeting, een groepswedstrijd tijdens de CONCACAF Gold Cup 1993, werd gespeeld in Dallas op 14 juli 1993. Het laatste duel, een halve finale van de CONCACAF Nations League 2024/25, werd gespeeld op 20 maart 2025 in Inglewood.

## Wedstrijden
| №  | Plaats          | Datum            | Competitie                      | Wedstrijd                 | Uitslag |
| -- | --------------- | ---------------- | ------------------------------- | ------------------------- | ------- |
| 1  | Dallas          | 14 juli 1993     | CONCACAF Gold Cup 1993          | Verenigde Staten – Panama | 2 – 1   |
| 2  | Panama-Stad     | 8 september 2004 | WK 2006 kwalificatie            | Panama – Verenigde Staten | 1 – 1   |
| 3  | Washington D.C. | 13 oktober 2004  | WK 2006 kwalificatie            | Verenigde Staten – Panama | 6 – 0   |
| 4  | Panama-Stad     | 8 juni 2005      | WK 2006 kwalificatie            | Panama – Verenigde Staten | 0 – 3   |
| 5  | East Rutherford | 24 juli 2005     | CONCACAF Gold Cup 2005          | Verenigde Staten – Panama | 0 – 0   |
| 6  | Foxborough      | 12 oktober 2005  | WK 2006 kwalificatie            | Verenigde Staten – Panama | 2 – 0   |
| 7  | Foxborough      | 16 juni 2007     | CONCACAF Gold Cup 2007          | Verenigde Staten – Panama | 2 – 1   |
| 8  | Philadelphia    | 18 juli 2009     | CONCACAF Gold Cup 2009          | Verenigde Staten – Panama | 2 – 1   |
| 9  | Tampa           | 11 juni 2011     | CONCACAF Gold Cup 2011          | Verenigde Staten – Panama | 1 – 2   |
| 10 | Houston         | 22 juni 2011     | CONCACAF Gold Cup 2011          | Verenigde Staten – Panama | 1 – 0   |
| 11 | Panama-Stad     | 25 januari 2012  | Vriendschappelijk               | Panama – Verenigde Staten | 0 – 1   |
| 12 | Seattle         | 11 juni 2013     | WK 2014 kwalificatie            | Verenigde Staten – Panama | 2 – 0   |
| 13 | Chicago         | 28 juli 2013     | CONCACAF Gold Cup 2013          | Verenigde Staten − Panama | 1 − 0   |
| 14 | Panama-Stad     | 15 oktober 2013  | WK 2014 kwalificatie            | Panama − Verenigde Staten | 2 − 3   |
| 15 | Carson          | 8 februari 2015  | Vriendschappelijk               | Verenigde Staten − Panama | 2 − 0   |
| 16 | Kansas City     | 13 juli 2015     | CONCACAF Gold Cup 2015          | Panama − Verenigde Staten | 1 − 1   |
| 17 | Chester         | 25 juli 2015     | CONCACAF Gold Cup 2015          | Verenigde Staten − Panama | 1 − 1   |
| 18 | Panama-Stad     | 28 maart 2017    | WK 2018 kwalificatie            | Panama − Verenigde Staten | 1 − 1   |
| 19 | Nashville       | 8 juli 2017      | CONCACAF Gold Cup 2017          | Verenigde Staten − Panama | 1 − 1   |
| 20 | Orlando         | 6 oktober 2017   | WK 2018 kwalificatie            | Verenigde Staten − Panama | 4 − 0   |
| 21 | Kansas City     | 26 juni 2019     | CONCACAF Gold Cup 2019          | Panama − Verenigde Staten | 0 − 1   |
| 22 | Wiener Neustadt | 16 november 2020 | Vriendschappelijk               | Verenigde Staten − Panama | 6 − 2   |
| 23 | Panama-Stad     | 10 oktober 2021  | WK 2022 kwalificatie            | Panama − Verenigde Staten | 1 − 0   |
| 24 | Orlando         | 27 maart 2022    | WK 2022 kwalificatie            | Verenigde Staten − Panama | 5 − 1   |
| 25 | San Diego       | 12 juli 2023     | CONCACAF Gold Cup 2023          | Verenigde Staten − Panama | 1 − 1   |
| 26 | Atlanta         | 27 juni 2024     | Copa América 2024               | Panama − Verenigde Staten | 2 − 1   |
| 27 | Austin          | 12 oktober 2024  | Vriendschappelijk               | Verenigde Staten − Panama | 2 − 0   |
| 28 | Inglewood       | 20 maart 2025    | CONCACAF Nations League 2024/25 | Verenigde Staten − Panama | 0 − 1   |

## Samenvatting
| Competitie              | Totaal gespeeld | Winst Panama | Gelijk | Winst Verenigde Staten | Doelsaldo Panama – Verenigde Staten |
| ----------------------- | --------------- | ------------ | ------ | ---------------------- | ----------------------------------- |
| WK-kwalificatie         | 10              | 1            | 2      | 7                      | 6 − 27                              |
| CONCACAF Gold Cup       | 12              | 1            | 5      | 6                      | 9 − 14                              |
| CONCACAF Nations League | 1               | 1            | 0      | 0                      | 1 − 0                               |
| Copa América            | 1               | 1            | 0      | 0                      | 2 − 1                               |
| Vriendschappelijk       | 4               | 0            | 0      | 4                      | 2 − 11                              |
| Totaal                  | 28              | 4            | 7      | 17                     | 20 − 53                             |

## Details

### Eerste ontmoeting
| CONCACAF Gold Cup 1993 (Dallas, Verenigde Staten, 14 juli 1993):                                                                                       |              | |
| Verenigde Staten | 2 – 1        | Panama |
| Eric Wynalda 69' Thomas Dooley 74' | goals        | 33' Percival Piggott |
| Bora Milutinović | bondscoach   | Saúl Suárez |
| Tony Meola Thomas Dooley Alexi Lalas Cle Kooiman Fernando Clavijo Desmond Armstrong Tab Ramos Cobi Jones Chris Henderson Eric Wynalda Peter Vermes 46' | opstellingen | Ricardo James José Poyatos 80' Jorge Mendez Franklin Delgado Rogelio Clarke Percivall Piggott 88' Erik Medina Frank Lozada Jesus Julio Víctor Mendieta Armando Valdez |
| Roy Wegerle 46' 77' Dominic Kinnear 77' | wissels      | 80' Ruben Atencio 88' Neftali Diaz |

### Vijfde ontmoeting
| CONCACAF Gold Cup 2005 (East Rutherford, Verenigde Staten, 24 juli 2005): |       |        |
| Verenigde Staten                                                          | 0 – 0 | Panama |
|                                                                           | goals |        |

### Veertiende ontmoeting
| WK 2014 kwalificatie (Panama-Stad, Panama, 15 oktober 2013): |       |                                                                   |
| Panama                                                       | 2 – 3 | Verenigde Staten                                                  |
| Gabriel Torres 18' Luis Tejada 84'                           | goals | 64' Michael Orozco Fiscal 90+2' Graham Zusi 90+3' Aron Jóhannsson |

### Vijftiende ontmoeting
| Vriendschappelijk (Carson, Verenigde Staten, 8 februari 2015): |       |        |
| Verenigde Staten                                               | 2 – 0 | Panama |
| Michael Bradley 27' Clint Dempsey 37'                          | goals |        |

### Zestiende ontmoeting
| CONCACAF Gold Cup 2015 (Kansas City, Verenigde Staten, 13 juli 2015): |       |                     |
| Panama                                                                | 1 – 1 | Verenigde Staten    |
| Blas Pérez 33'                                                        | goals | 54' Michael Bradley |

### Zeventiende ontmoeting
| CONCACAF Gold Cup 2015 (Chester, Verenigde Staten, 25 juli 2015): |                     | |
| Verenigde Staten | 1 – 1               | Panama |
| Clint Dempsey 70' | goals               | 55' Roberto Nurse |
| Aron Jóhannsson Clint Dempsey Fabian Johnson Michael Bradley DaMarcus Beasley                                                                                              | strafschoppen 2 – 3 | Román Torres Adbiel Arroyo Armando Cooper Harold Cummings |
| Jürgen Klinsmann | bondscoach          | Hernán Darío Gómez |
| Brad Guzan Timothy Chandler Omar Gonzalez 91' John Anthony Brooks Tim Ream Graham Zusi 60' Joe Corona Michael Bradley Fabian Johnson Aron Jóhannsson Chris Wondolowski 60' | opstellingen        | Luis Mejía Adolfo Machado Harold Cummings Román Torres Erick Davis Armando Cooper 46' Miguel Camargo Anibal Godoy Alberto Abdiel Quintero Medina 88' Rolando Blackburn Roberto Nurse |
| Clint Dempsey 60' DeAndre Yedlin 60' DaMarcus Beasley 91' | wissels             | 46' 91' Alfredo Stephens 88' Abdiel Arroyo 91' Darwin Pinzón |
| Fabian Johnson 30' Timothy Chandler 97' DeAndre Yedlin 98' Jorge Bermúdez 86'                                                                                              | gele kaarten        | 87' Armando Cooper 98' Anibal Godoy 115' Román Torres |

### Achttiende ontmoeting
| WK 2018 kwalificatie (Panama-Stad, Panama, 28 maart 2017): |              | |
| Panama | 1 – 1        | Verenigde Staten |
| Gabriel Gómez 43' | goals        | 39' Clint Dempsey |
| Hernán Darío Gómez | bondscoach   | Bruce Arena |
| Jaime Penedo Adolfo Machado Felipe Baloy Roman Torres Luis Ovalle Gabriel Gómez 80' Anibal Godoy Armando Cooper Alberto Abdiel Quintero Medina 75' Gabriel Torres 83' Luis Tejeda             | opstellingen | Tim Howard Graham Zusi Omar Gonzalez Tim Ream Jorge Villafaña Christian Pulisic Michael Bradley 75' Jermaine Jones 69' Darlington Nagbe Clint Dempsey 82' Jozy Altidore                     |
| Edgar Yoel Barcenas 75' Amilcar Henriquez 80' Abdiel Arroyo 83' José Calderón Michael Amir Murillo Juan Carlos Vargas Roderick Miller Miguel Camargo Eric Davis Josiel Nunez Alejandro Taylor | wissels      | 69' Alejandro Bedoya 75' Kellyn Acosta 82' Paul Arriola Matt Besler Dax McCarty DaMarcus Beasley David Bingham Sacha Kljestan Chris Wondolowski Geoff Cameron Walker Zimmerman Nick Rimando |

FEPAFUT · A-internationals · Selecties · Bondscoaches · Panamees vrouwenelftal · Panama U21 · Panama U20 · Panama U19 · Panama U18 · Panama U17
1930 – 1949 · 
1950 – 1959 · 
1960 – 1969 · 
1970 – 1979 · 
1980 – 1989 · 
1990 – 1999 · 
2000 – 2009 · 
2010 – 2019 ·
2020 – 2029
CGC 1991 · 
CGC 1993 · 
CGC 1996 · 
CGC 1998 · 
CGC 2000 · 
CGC 2002 · 
CGC 2003 · 
CGC 2005 · 
CGC 2007 · 
CGC 2009 · 
CGC 2011 · 
CGC 2013 · 
CGC 2021
WK 2018
1938 · 
1939 · 
1940 · 
1941 · 
1942 · 1943 · 1944 · 1945 · 
1946 · 
1947 · 
1948 · 
1949 · 
1950 · 
1951 · 
1952 · 
1953 · 
1954 · 
1955 · 
1956 · 
1957 · 
1958 · 
1959 · 
1960 · 
1961 · 
1962 · 
1963 · 
1964 · 
1965 · 
1966 · 
1967 · 
1968 · 
1969 · 
1970 · 
1971 · 
1972 · 
1973 · 
1974 · 
1975 · 
1976 · 
1977 · 
1978 · 
1979 · 
1980 · 
1981 · 
1982 · 
1983 · 
1984 · 
1985 · 
1986 · 
1987 · 
1988 · 
1989 · 
1990 · 
1991 · 
1992 · 
1993 · 
1994 · 
1995 · 
1996 · 
1997 · 
1998 · 
1999 · 
2000 · 
2001 · 
2002 · 
2003 · 
2004 · 
2005 · 
2006 · 
2007 · 
2008 · 
2009 · 
2010 · 
2011 · 
2012 · 
2013 · 
2014 · 
2015 · 
2016 · 
2017 ·
2018 ·
2019 ·
2020 ·
2021 ·
2022 ·
2023 ·
2024
Anguilla ·
Argentinië · 
Armenië · 
Aruba · 
Bahama's ·
Bahrein ·
Barbados ·
België · 
Belize · 
Bermuda · 
Bolivia · 
Brazilië · 
Canada · 
Chili · 
Colombia · 
Costa Rica · 
Cuba · 
Curaçao ·
Denemarken ·
Dominica · 
Dominicaanse Republiek · 
Ecuador · 
El Salvador · 
Engeland · 
Grenada · 
Guadeloupe ·
Guatemala · 
Guyana · 
Haïti · 
Honduras · 
Iran · 
Jamaica · 
Japan · 
Kameroen ·
Mexico · 
Montserrat ·
Nederlandse Antillen · 
Nicaragua · 
Noord-Ierland ·
Noorwegen ·
Paraguay · 
Peru · 
Portugal · 
Puerto Rico · 
Qatar ·
Saint Lucia · 
Saoedi-Arabië ·
Servië ·
Spanje · 
Taiwan · 
Trinidad en Tobago ·
Tunesië ·  
Uruguay ·  
Venezuela · 
Verenigde Staten ·
Wales ·
Zuid-Afrika ·
Zuid-Korea ·
Zwitserland
België (2018) ·
Engeland (2018) ·
Tunesië (2018)
USSF · A-internationals · Selecties · Bondscoaches · Amerikaans vrouwenelftal · Olympisch elftal · USA -21 · USA -20 · USA -19 · USA -18 · USA -17
1885 – 1919 · 
1920 – 1929 · 
1930 – 1939 · 
1940 – 1949 · 
1950 – 1959 · 
1960 – 1969 · 
1970 – 1979 · 
1980 – 1989 · 
1990 – 1999 · 
2000 – 2009 · 
2010 – 2019 ·
2020 − 2029
CA 1993 · 
CA 1995 · 
CA 2007 · 
CA 2016
CC 1992 · 
CC 1999 · 
CC 2003 · 
CC 2009
WK 1930 · 
WK 1934 · 
WK 1950 · 
WK 1990 · 
WK 1994 · 
WK 1998 · 
WK 2002 · 
WK 2006 · 
WK 2010 · 
WK 2014
OS 1904 · 
OS 1924 · 
OS 1928 · 
OS 1936 · 
OS 1948 · 
OS 1952 · 
OS 1956 · 
OS 1972 · 
OS 1984 · 
OS 1988 · 
OS 1992 · 
OS 1996 · 
OS 2000 · 
OS 2008
Algerije ·
Antigua en Barbuda ·
Argentinië ·
Armenië ·
Australië ·
Azerbeidzjan ·
Barbados ·
België ·
Belize ·
Bermuda ·
Bolivia ·
Bosnië en Herzegovina ·
Brazilië ·
Canada ·
Chili ·
China ·
Colombia ·
Costa Rica ·
Cuba ·
Curaçao ·
Denemarken ·
DDR ·
Duitsland ·
Ecuador ·
Egypte ·
El Salvador ·
Engeland ·
Estland ·
Finland ·
Frankrijk ·
Ghana ·
GOS ·
Grenada ·
Griekenland ·
Guatemala ·
Guyana ·
Haïti ·
Honduras ·
Hongarije ·
Ierland ·
IJsland ·
Iran ·
Israël ·
Italië ·
Ivoorkust ·
Jamaica ·
Japan ·
Joegoslavië ·
Kaaimaneilanden ·
Kameroen ·
Koeweit ·
Letland ·
Liechtenstein ·
Luxemburg ·
Malta ·
Marokko ·
Martinique ·
Mexico ·
Moldavië ·
Nederland ·
Nederlandse Antillen ·
Nicaragua ·
Nieuw-Zeeland ·
Nigeria ·
Noord-Ierland ·
Noord-Korea ·
Noord-Macedonië ·
Noorwegen ·
Oekraïne ·
Oezbekistan ·
Oman ·
Oostenrijk ·
Panama ·
Paraguay ·
Peru ·
Polen ·
Portugal ·
Puerto Rico ·
Qatar ·
Roemenië ·
Rusland ·
Saint Kitts en Nevis ·
Saint Vincent en de Grenadines ·
Saoedi-Arabië ·
Schotland ·
Servië ·
Slovenië ·
Slowakije ·
Sovjet-Unie ·
Spanje ·
Thailand ·
Trinidad en Tobago ·
Tsjechië ·
Tsjecho-Slowakije ·
Tunesië ·
Turkije ·
Uruguay ·
Venezuela ·
Wales ·
Zuid-Afrika ·
Zuid-Korea ·
Zweden ·
Zwitserland
Algerije (2010) ·
België (2014) ·
Brazilië (2009, 2) ·
Duitsland (2014) ·
Engeland (2010) ·
Ghana (2006) · 
Ghana (2014) · 
Italië (2006) · 
Nederland (2022) ·
Portugal (2014) ·
Slovenië (2010) ·
Tsjechië (2006)